# Milko Bjelica
Pour les articles homonymes, voir Bjelica (homonymie).
Milko Bjelica (en serbe : Милко Бьелица) est un joueur naturalisé monténégrin de basket-ball d'origine serbe. Il évolue aux postes d'ailier fort et de pivot. Il est né le 4 juin 1984, à Belgrade, en République socialiste de Serbie.

## Biographie
Sa sœur, Ana, est une joueuse de volley-ball.
En 2011, il est sélectionné au All-Star game du championnat lituanien alors qu'il joue au Lietuvos rytas.
Bjelica passe 2 ans au Saski Baskonia Caja Laboral (entre 2011 et 2013) mais son contrat n'est pas renouvelé. En octobre 2013, le Caja Laboral, malgré ses nombreuses blessures, le signe un contrat pour un mois renouvelable. En décembre 2013, il signe un contrat avec l'Anadolu Efes Spor Kulübü.
En septembre 2016, Bjelica signe un contrat de deux ans avec l'Étoile rouge de Belgrade.
En août 2018, Bjelica quitte l'Europe pour rejoindre le Alvark Tokyo, club japonais.

## Palmarès
- Vainqueur de la coupe de Serbie-et-Monténégro 2004, 2006
- Vainqueur de la ligue baltique 2009
- Vainqueur de l'EuroCoupe 2009